# Dipodomys simulans
Espèce
Statut de conservation UICN

 LC  : Préoccupation mineure
Dipodomys simulans, est une espèce de Rongeurs de la famille des Heteromyidae. C'est un petit mammifère qui fait partie des rats-kangourous d'Amérique. On le rencontre au Mexique et aux États-Unis.
L'espèce a été décrite pour la première fois en 1904 par un zoologiste américain, Clinton Hart Merriam (1855-1942).

## Liste des sous-espèces
Selon Mammal Species of the World (version 3, 2005)  (2 juin 2016) et ITIS (2 juin 2016) :
- sous-espèce Dipodomys simulans peninsularis (Merriam, 1907)
- sous-espèce Dipodomys simulans simulans (Merriam, 1904)

Selon NCBI (2 juin 2016) :
- sous-espèce Dipodomys simulans peninsularis